# Dichromodes consignata
Dichromodes consignata is een vlinder uit de familie van de spanners (Geometridae). De wetenschappelijke naam van de soort is voor het eerst geldig gepubliceerd in 1861 door Walker.

## Kenmerken
De volwassen vorm van dit soort mot is een grijsachtig bruin, met markeringen die verschillende golvende submarginaal lijnen op elke voorvleugel. De achtervleugels zijn effen bruin. De vrouwelijke motten hebben draadvormige antennes. De mannelijke motten hebben antennes die een veerachtige franje op een kant hebt. De vleugelwijdte is ongeveer 3 cms.